# Toine Manders
Toine Manders (ur. 14 marca 1956 w Stiphout) – holenderski polityk, prawnik, poseł do Parlamentu Europejskiego V, VI, VII i IX kadencji.

## Życiorys
W 1982 został absolwentem akademii sztuk plastycznych, dziesięć lat później ukończył studia prawnicze na Maastricht University. Pracował jako nauczyciel akademicki, prowadził własną działalność w zakresie projektowania, w 1992 podjął praktykę w zawodzie adwokata.
Przystąpił do centroprawicowej i liberalnej Partii Ludowej na rzecz Wolności i Demokracji. Przewodniczył strukturom tego ugrupowania w gminie Asten, w latach 90. był radnym tej gminy i prowincji Brabancji Północnej.
W 1999 i 2004 uzyskiwał mandat posła do Parlamentu Europejskiego z listy ugrupowania VVD. W VI kadencji PE przystąpił do grupy Porozumienia Liberałów i Demokratów na rzecz Europy. W 2009 z powodzeniem ubiegał się o reelekcję, po raz trzeci z rzędu zostając europosłem, zasiadając w PE do 2014. W 2013 przeszedł do ugrupowania 50PLUS. W 2019 powrócił do Europarlamentu po pięcioletniej przerwie. W 2020 przystąpił do Apelu Chrześcijańsko-Demokratycznego.